# Luis Carlos Cabezas
Luis Carlos Cabezas Mairongo (Cali, 3 marzo 1986) è un ex calciatore colombiano, di ruolo attaccante.

## Palmarès

### Club

#### Competizioni nazionali
- China League One: 2

Dalian Aerbin: 2011
Shanghai Dongya: 2012